# Margarodes upingtonensis
Margarodes upingtonensis är en insektsart som beskrevs av De 1983. Margarodes upingtonensis ingår i släktet Margarodes och familjen pärlsköldlöss. Inga underarter finns listade i Catalogue of Life.